# Mystki (województwo wielkopolskie)
Mystki – wieś w Polsce położona w województwie wielkopolskim, w powiecie wrzesińskim, w gminie Nekla.
W latach 1975–1998 miejscowość administracyjnie należała do województwa poznańskiego.
20 sierpnia 1868 w Mystkach urodził się Stefan Bernard Janiszewski, doktor medycyny, tytularny generał brygady Wojska Polskiego.
Zobacz też: Mystki (województwo lubuskie), Mystki-Rzym